# 普卡拉尼山 (尼卡西奧區)
15°14′28″S 70°16′40″W / 15.24111°S 70.27778°W

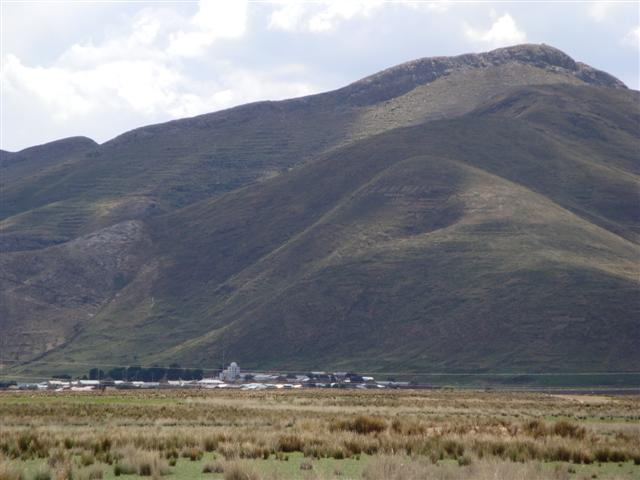

普卡拉尼山（Pukarani），是秘魯的山峰，位於該國東南部普諾大區，由蘭帕省的尼卡西奧區負責管轄，屬於安地斯山脈的一部分，海拔高度4,302米。